# Get You
A Get You (magyarul: Elkaplak) egy dal, mely Oroszországot képviselte a 2011-es Eurovíziós Dalfesztiválon. A dalt az orosz Alekszej Vorobjov adta elő angol nyelven.
A dalt nemzeti nélkül, belső kiválasztással jelölte ki az orosz köztelevízió, és 2011. március 5-én jelentették be a döntést. A dalt március 12-én hozták nyilvánosságra.
Az Eurovíziós Dalfesztiválon a dalt először a május 10-én rendezett első elődöntőben adták elő, a fellépési sorrendben hetedikként, a szerb Nina Čaroban című dala után, és a svájci Anna Rossinelli In Love for a While című dala előtt. Az elődöntőben 64 ponttal a kilencedik helyen végzett, így továbbjutott a május 14-i döntőbe.
A május 14-i döntőben a fellépési sorrendben tizedikként adták elő, a görög Lúkasz Jórkasz és Stereo Mike Watch My Dance című dala után, és a francia Amaury Vassili Sognu című dala előtt. A szavazás során 77 pontot szerzett, amely a tizenhatodik helyet jelentette a huszonöt fős mezőnyben.